# Jan Lewicki
Pour les articles homonymes, voir Lewicki.
Jan Nepomucen Lewicki, né en 1799 à Varsovie et mort le 31 mai 1871 dans le 4e arrondissement de Paris, est un peintre et un graveur polonais.

## Biographie
De 1822 à 1824, il étudie à l'École des beaux-arts de Cracovie auprès de Józef Brodowski , puis il étudie la lithographie au Département des beaux-arts de l'Université de Varsovie. 
Il participe à l'Insurrection de novembre 1830 et réalise notamment des cartes topographiques pour les unités d'insurgés.
Après l'échec du soulèvement, il émigre en France en 1843 et s'installe à Paris. Puis, entre 1853 et 1859, il dirige une école de photographie et de cartographie à Lisbonne. 
De retour à Varsovie en 1860, il devient directeur artistique de l' Hebdomadaire illustré (Tygodnik Ilustrowany) et copropriétaire d'un studio de photographie.
Vers 1865, il vit de nouveau à Paris, travaille sur les graphismes utilitaires (vues de la ville, portraits de personnalités historiques et contemporaines exceptionnelles, scènes de genre, vêtements historiques polonais, dessins satiriques). 
Il a peint le tableau Massacre galicien et a illustré les mémoires de Jan Chryzostom Pasek ainsi que Les costumes du peuple polonais de Léon Zienkowicz.
Il habite Paris, Rue Crillon avec son épouse Catherine Janiriska. Il meurt fusillé lors d'une perquisition pendant la Commune de Paris (1871), pour la seule cause de porter un nom polonais.

## Galerie

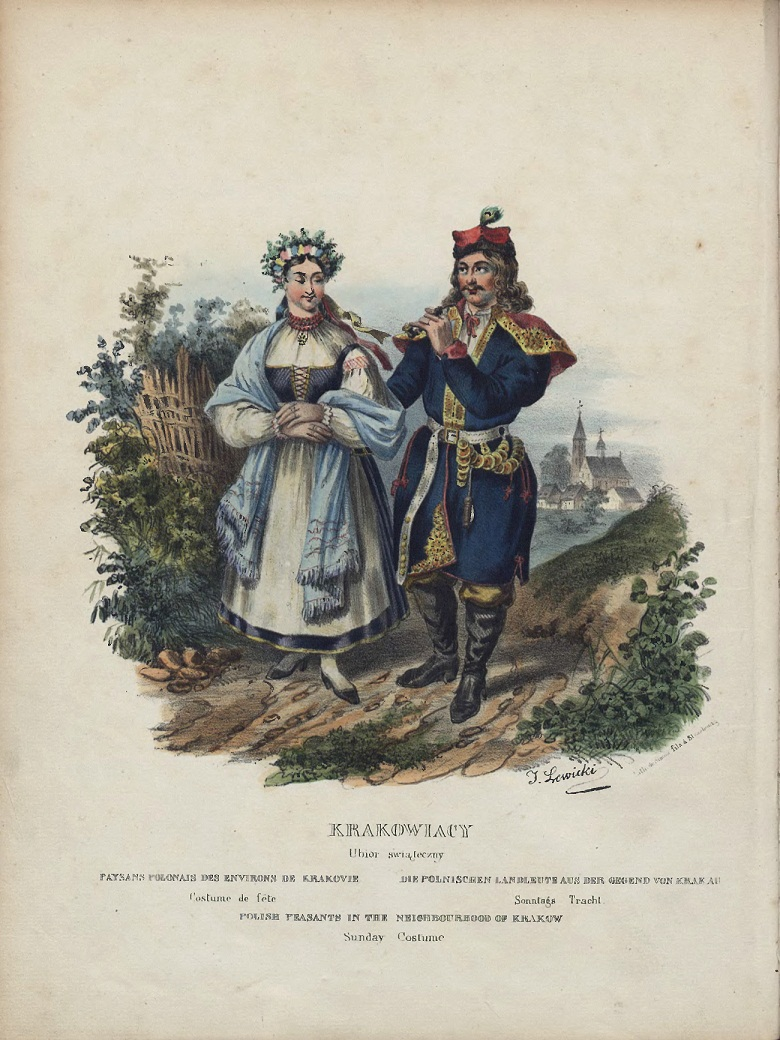
Paysans polonais des environs de Cracovie (1841)
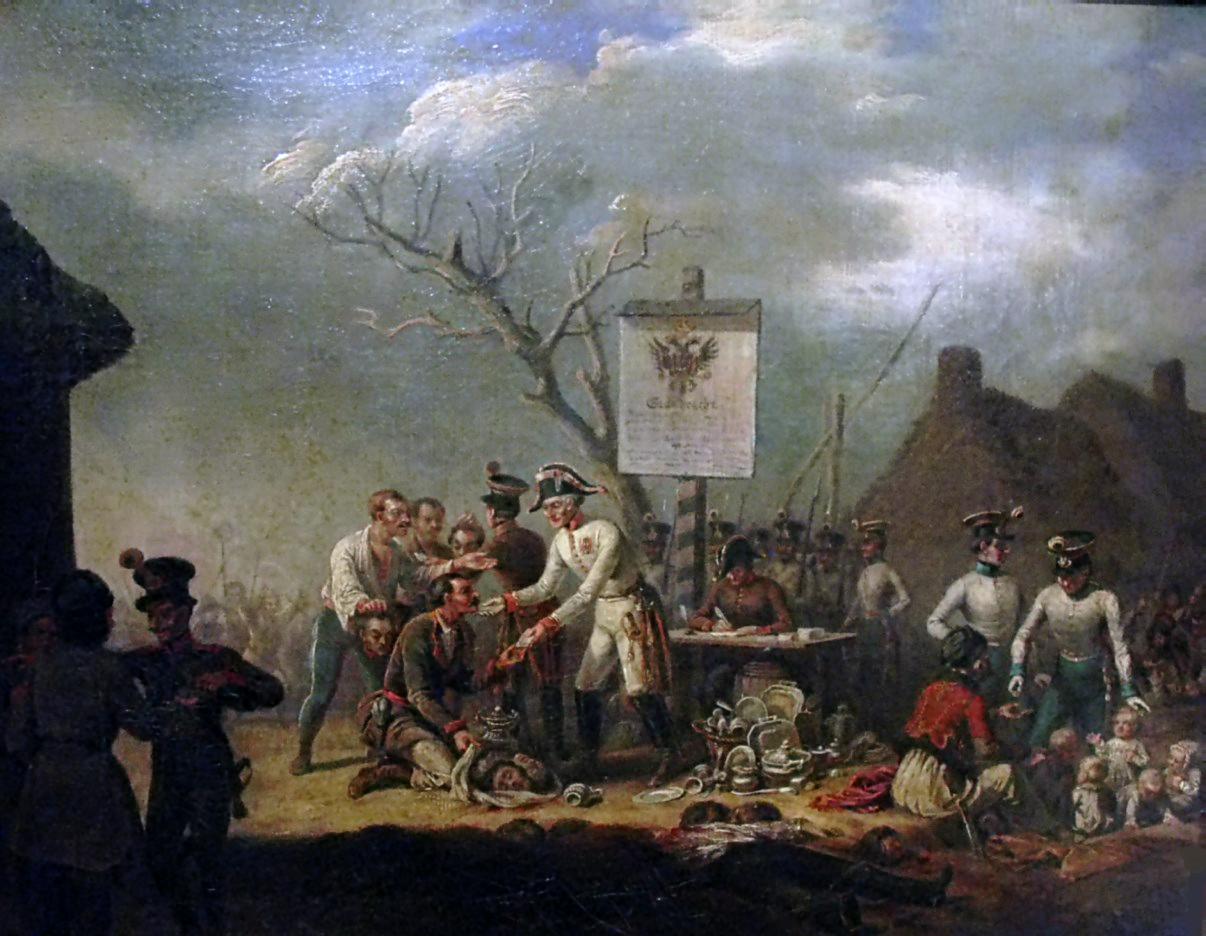
Massacre galicien en 1846 (1846)